# Banlao Xiang
Banlao Xiang (kinesiska: 班老, 班老乡) är en socken i Kina. Den ligger i provinsen Yunnan, i den sydvästra delen av landet, omkring 430 kilometer sydväst om provinshuvudstaden Kunming. Antalet invånare är 8 887. Befolkningen består av 4 341 kvinnor och 4 546 män. Barn under 15 år utgör 26,0 %, vuxna 15-64 år 68 %, och äldre över 65 år 5,0 %.
Genomsnittlig årsnederbörd är 1 630 millimeter. Den regnigaste månaden är juli, med i genomsnitt 433 mm nederbörd, och den torraste är februari, med 7 mm nederbörd.